# Бабка
Бабка је слатки плетени колач који је настао у јеврејским заједницама Пољске и Украјине.     Популаран је у Израелу (често се назива једноставно колач од квасца: עוגת שמרים) и у јеврејској дијаспори. Припрема се од квасног теста које се разваља и намаже надевом од чоколаде, цимета, воћа или сира, а затим се умота и исплете пре печења.

## Историја
Бабка се развила у Пољској, а затим у јеврејским заједницама централне и источне Европе почетком 19. века. Чоколада се првобитно није користила, јер није била опште доступна; чоколадна бабка је вероватно била амерички развој средином 20. века. Његово име (иако не мора да буде само јело) може бити повезано са врстом ускршњег колача популарне у Пољској и Украјини познатом као баба или умањено бабка, што значи „бака“.
Иако су пољска и украјинска бабка међусобно синоними за своје јеврејске колеге, изглед и припрема се драстично разликују. Источноевропска бабка је позната по својим високим, крепким, жлебовима обликованим у традиционалном плеху и подсећа на бакину сукњу. За поређење, варијанта коју су емигранти увели у Њујорк састоји се од праменова богатог теста испреплетених и печених у калупу.  
Јеврејска бабка је углавном била нечувена изван пољске јеврејске заједнице све до друге половине 20. века. Пекаре у европском стилу почеле су да га нуде касних 1950-их у Израелу и САД. Поред чоколаде, популарни су постали и различити надеви укључујући мак, бадем, сир и друге. 
До 1970-их бабка је била широко популарна јеврејска посластица Ашкеназа у ширем подручју Њујорка. Ашкенашка њујоршка бабка је обично више облика векне хлеба и разликује се од израелске бабке, која има тенденцију да буде равнија и правоугаоног облика. Иако је вероватно свака јеврејска пекара у том периоду имала бабку у понуди, Green's је постала широко распрострањена на кошер пијацама широм тог подручја и другим јеврејским америчким заједницама до 2000-их, а популарност бабке је наставила да расте широм Сједињених Држава.

## Припрема
Састоји се од обогаћеног теста; који су слични онима који се користе за кроасане, који су разваљани и премазани разним слатким филовима као што су чоколада, шећер са циметом, јабуке, слатки сир, нутела, мак или суво грожђе, које се затим плете или као отворени или затворени плетер, преливен шећерним сирупом како би се сачувала свежина. 

## Варијације

### Израелски стил
Бабка у израелском стилу (עוגת שמרים) се прави од теста обогаћеног путером, које се затим више пута савија и ваља да би се створило много различитих слојева, а такође и тесто за кроасане. Бабка у израелском стилу доступна је са ширим спектром пуњења и облика. Најчешће се обликује у тепсију, али се од ње понекад праве и појединачне бабке, бабке у облику пите, обликоване у облику прстена, или плетене и печене у слободном облику.  Такође се често пече као „руже“, појединачна пецива обликована тако да подсећају на ружу. Могу се направити и са затвореном плетеницом, за разлику од уобичајеније отворене плетенице. 

## У популарној култури
У Сајнфелду се опширно помиње и бабка од чоколаде и цимета.